# Matías Mier
Henry Matías Mier Codina (Montevidéu, 2 de agosto de 1990) é um futebolista uruguaio que atua como meia. Atualmente, joga pelo Bhayangkara. 
Ele é muito conhecido também por ser "o uruguaio que levou um soco do Felipe Melo"   

## Estatísticas
Até 26 de fevereiro de 2012.

### Clubes
| Clube                  | Temporada         | Campeonato nacional | Campeonato nacional | Copa nacional | Copa nacional | Competições continentais[a] | Competições continentais[a] | Outros torneios[b] | Outros torneios[b] | Total | Total |
| Clube                  | Temporada         | Jogos               | Gols                | Jogos         | Gols          | Jogos                       | Gols                        | Jogos              | Gols               | Jogos | Gols  |
| ---------------------- | ----------------- | ------------------- | ------------------- | ------------- | ------------- | --------------------------- | --------------------------- | ------------------ | ------------------ | ----- | ----- |
| Fénix                  | 2009–10           | 26                  | 5                   | —             | —             | —                           | —                           | —                  | —                  | 26    | 5     |
| Fénix                  | 2010–11           | 15                  | 1                   | —             | —             | —                           | —                           | —                  | —                  | 15    | 1     |
| Fénix                  | Total             | 41                  | 6                   | —             | —             | —                           | —                           | —                  | —                  | 41    | 6     |
| Peñarol                | 2010–11           | 11                  | 1                   | —             | —             | 13                          | 1                           | —                  | —                  | 24    | 2     |
| Peñarol                | Total             | 11                  | 1                   | —             | —             | 13                          | 1                           | —                  | —                  | 24    | 2     |
| Universidad Católica   | 2011              | 15                  | 4                   | 6             | 2             | 5                           | 1                           | —                  | —                  | 26    | 7     |
| Universidad Católica   | 2012              | 18                  | 4                   | 7             | 3             | 5                           | 0                           | —                  | —                  | 30    | 7     |
| Universidad Católica   | 2013              | 7                   | 3                   | —             | —             | —                           | —                           | —                  | —                  | 7     | 3     |
| Universidad Católica   | 2013–14           | 7                   | 0                   | 3             | 0             | 1                           | 0                           | —                  | —                  | 11    | 0     |
| Universidad Católica   | Total             | 47                  | 11                  | 16            | 5             | 11                          | 1                           | —                  | —                  | 74    | 17    |
| Santiago Wanderers     | 2013–14           | 16                  | 2                   | —             | —             | —                           | —                           | —                  | —                  | 16    | 2     |
| Santiago Wanderers     | 2014–15           | 18                  | 3                   | —             | —             | —                           | —                           | —                  | —                  | 18    | 3     |
| Santiago Wanderers     | Total             | 34                  | 5                   | —             | —             | —                           | —                           | —                  | —                  | 34    | 5     |
| Rentistas              | 2015–16           | 28                  | 10                  | —             | —             | —                           | —                           | —                  | —                  | 28    | 10    |
| Rentistas              | Total             | 28                  | 10                  | —             | —             | —                           | —                           | —                  | —                  | 28    | 10    |
| Muaither               | 2016–17           | 2                   | 0                   | —             | —             | —                           | —                           | —                  | —                  | 2     | 0     |
| Muaither               | Total             | 2                   | 0                   | —             | —             | —                           | —                           | —                  | —                  | 2     | 0     |
| Peñarol                | 2016–17           | 8                   | 1                   | —             | —             | 1                           | 0                           | —                  | —                  | 9     | 1     |
| Peñarol                | Total             | 8                   | 1                   | —             | —             | 1                           | 0                           | —                  | —                  | 9     | 1     |
| Junior de Barranquilla | 2016–17           | 13                  | 2                   | —             | —             | 4                           | 0                           | —                  | —                  | 17    | 2     |
| Junior de Barranquilla | Total             | 13                  | 2                   | —             | —             | 4                           | 0                           | —                  | —                  | 17    | 2     |
| Total na carreira      | Total na carreira | 184                 | 36                  | 16            | 5             | 30                          | 2                           | 0                  | 0                  | 229   | 43    |

- a. ^ Jogos da Copa Libertadores e Copa Sul-Americana
- b. ^ Jogos amistosos

## Títulos
Universidad Católica
- Copa Chile: 2011
- Copa Ciudad de Temuco: 2012

Atlético Junior
Copa Colômbia2017